# Antillenstroom

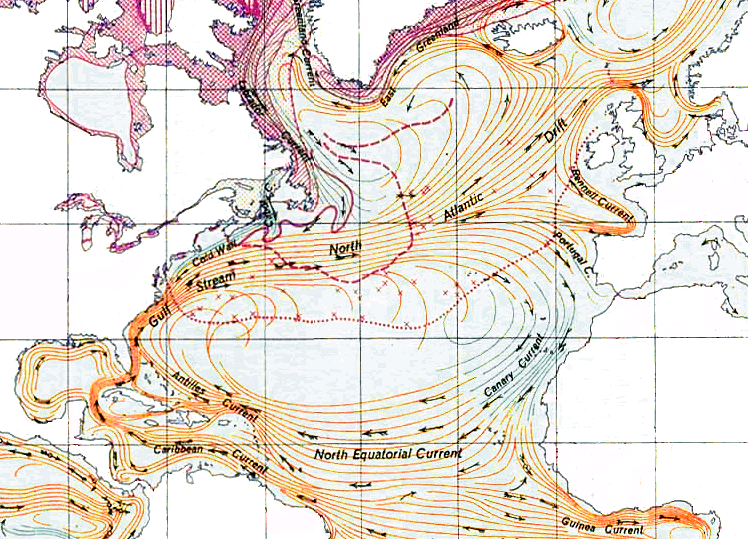
De verschillende stromingen in de Noord-Atlantische gyre, waaronder de Antillenstroom

De Antillenstroom is een warme oceaanstroom in het noordwesten van de Atlantische Oceaan, ze loopt in noordwestelijke richting langs de eilanden die de scheiding vormen tussen de Caraïbische Zee en de Atlantische Oceaan. De stroom is het gevolg van de Atlantische Noordequatoriale stroom en uiteindelijk gaat ze over in de Floridastroom die verder noordelijk overgaat in de Noord-Atlantische stroom.
De stroom dankt haar naam aan Otto Krümmel die haar in 1876 beschreef. Gedurende de 20ste eeuw is het bestaan van de stroom door verschillende wetenschappers in twijfel getrokken. Tegenwoordig zien onderzoekers het meer als een draaikolk-veld dan als een continue stroom.